# Ciccio Formaggio
Ciccio Formaggio è un  brano della canzone napoletana e una delle famose macchiette scritte dal fecondo binomio artistico Pisano-Cioffi. La canzone fu dapprima interpretata da Leo Brandi e poi da Nino Taranto che la portò nel 1940 al Teatro Bellini di Napoli e ne fece un suo cavallo di battaglia.

## Il personaggio
Ciccio Formaggio è un uomo semplice, schietto, senza  eccessive pretese dalla vita. Ha una fidanzata che ha il vizio di ridicolizzarlo davanti a tutti. Non si riesce a comprendere il perché di questo accanimento della donna nei confronti del proprio ‘fidanzato’. 
Cicccio Formaggio non ha nemmeno il coraggio di parlare. Lui vorrebbe solo una ragazza normale, degli amici normali, una vita normale. Ma ciò che lo circonda è il riso e l’ironia. Ciccio Formaggio ha paura della vita, degli altri e di ciò che accade nel mondo.

## Storia
Il testo è raccontato dallo stesso Ciccio Formaggio, in particolare le angherie inflittegli di continuo dalla fidanzata Luisa, che escogita mille sistemi per farne bersaglio di scherzi crudeli che lo mettono in ridicolo di fronte agli altri.
(Strofa della canzone Ciccio Formaggio)
Come molte canzonette di successo, fu presto modificata per scopi di satira politica. Il primo a parodiarne il testo con questi intenti fu Totò che ne interpretò una versione riveduta e corretta da Michele Galdieri, in coppia con Anna Magnani, presentandola al Teatro Valle di Roma, il 26 giugno 1944, quando la città era già saldamente in mano agli Alleati. Nella pièce, Totò impersonava Mussolini vestito da Pinocchio e rimproverava l'Italia, interpretata dalla Magnani nelle vesti di Salomè, per essere stata troppo adulatrice e indulgente nei suoi confronti e non aver avanzato critiche, nel momento in cui era necessario farle.
(Strofa della parodia di Ciccio Formaggio)
Nel 1964, si cimenta con questa famosissima canzone anche una giovanissima Nancy Cuomo, che ne incide la versione originale per la casa discografica KappaO di Napoli. Altre interpretazioni nel corso degli anni sono state soprattutto quella di Roberto Murolo, molto pregevole dal punto di vista caratteriale, e di Mina, tendenzialmente più sentimentalista.